# Knights of Honor
Knights of Honor è un videogioco strategico in tempo reale ambientato nel Medioevo sviluppato dalla società bulgara Black Sea Studios (consistente in impiegati un tempo facenti parti della Creative Assembly Sofia) e pubblicato dalla Sunflowers Interactive in Europa il 30 settembre 2004, dalla Paradox Interactive in Nord America il 10 maggio 2005 e dalla Atari in Australia il 3 agosto 2005.

## Modalità di gioco
Contraddistinto da una grafica 2.5D, il gioco è ambientato nell'Europa medievale, in una mappa che va dall'Irlanda al Caucaso, dalla Scandinavia alle coste del Nord Africa. La mappa è divisa in numerose province, ognuna delle quali è dominata da una città e contiene vari punti rurali, come villaggi, fattorie, monasteri e villaggi costieri, che non possono essere alterati e sono posti casualmente nella mappa in ogni partita. Ogni città consente la costruzione di numerosi edifici, ognuno concedente bonus per essa o i punti rurali, come la Fede dai monasteri tramite una Chiesa, o maggiori introiti dai villaggi tramite un Mercato. Gli edifici sono divisi in tre categorie, ossia militari, civili e castello, ognuna concedente specifici benefici alle loro rispettive aree; le città possiedono però spazi limitati per gli edifici, rendendo impossibile costruirli tutti e obbligando il giocatore a una cauta pianificazione.
In cima allo schermo sono presenti tre spazi: quello a destra sono le risorse, quello centrale la corte dei Cavalieri e quello a sinistra la barra del Potere del Regno. Un alto valore di Potere del Regno contribuisce meglio all'aumento degli introiti, della felicità del regno, del morale degli eserciti e tanto altro; tale Potere aumenta attraverso l'Oro e la Fede, e diminuisce invece dichiarando guerra ai regni amichevoli, rompendo accordi, disonorando alleanze, eccetera. Tre sono le risorse disponibili: l'Oro si usa per reclutare le unità, costruire gli edifici e tanto altro, e si ottiene dalle tasse, dal commercio e dalla potenza del regno; la Fede si usa per incrementare la potenza del regno e convertire le province nella religione del giocatore; i Libri si usano infine per educare i cavalieri e adottare le province. I villaggi generano inoltre Cibo (che aiutano le città a resistere agli assedi) e Martelli (che si usano per costruire certi edifici insieme all'Oro).
Le province possono possedere fino a tre attributi chiamati "caratteristiche provinciali", che sono casualmente generate all'inizio di ogni partita e permettono la costruzione di certi edifici: ad esempio, una provincia che contiene terreno fertile può ospitare un apiario. Questi edifici essi consentono l'accesso ai "beni commerciali", che danno al regno notevoli effetti positivi: ad esempio i cavalli consentono di addestrare le unità a cavallo, il vino aumenta la felicità di un insediamento e l'argento aumenta gli introiti. Se non si possiede il bene commerciale desiderato, è possibile farselo importare da un'altra fazione, a patto che si stringa con essa un patto commerciale e si nomini mercante un cavaliere che verrà mandato a trattare con quella fazione. Vi è anche un altro tipo di beni chiamato "beni esotici", come avorio, gemme e spezie, che non si trovano normalmente nel gioco e vanno invece importati da un'ammiragliato, la versione migliorata di un porto. I beni commerciali e quelli esotici sono necessari per attivare almeno uno dei dieci cosiddetti "vantaggi del regno", che donano notevoli vantaggi alla fazione del giocatore e richiedono un diverso insieme di beni commerciali ed esotici: ad esempio, il vantaggio "Ordine Segreto", che dona un bonus alle spie, richiede i beni commerciali rubriche, statue, argento e tinture e i beni di lusso ebano e avorio. Se si raggiungono tutti i vantaggi del regno, il gioco è vinto. Controllare più province possibili dona certamente dei vantaggi sugli altri regni, sia per gli introiti, sia soprattutto per i beni e gli eventuali vantaggi del regno, anche se regni più grandi sono più difficili da mantenere e difendere.
Altro punto importante sono i cavalieri, che compongono la Corte Reale che può ospitarne fino a nove. I cavalieri possiedono abilità individuali, in quanto possono essere usati come comandanti, mercanti, chierici, spie, costruttori e proprietari terrieri, e offrono al giocatore ulteriori opzioni per gestire le province, fare affari con un altro regno o perseguire una politica estera attiva (sia essa guerra o spionaggio). I Comandanti ottengono esperienza in combattimento, il che conferisce loro abilità speciali (è possibile scegliere un massimo di sei tra le numerose abilità disponibili, ognuna presente in tre livelli). I Mercanti possono governare una provincia o commerciare con una fazione con la quale si ha in precedenza accettato un trattato commerciale; se si tratta di un Governatore, il Mercante incrementerà gli introiti della provincia, mentre se è un Commerciante, allora tratterà per Oro o persino beni speciali come Cavalli o Vino. I Chierici possono governare anch'essi una provincia, o scrivere libri se rimangono inattivi; come Governatori, i Chierici aumenteranno gli introiti in Fede e Libri prodotti dai Monasteri nella provincia, oltre che adottare la popolazione e convertire le religioni. Adottare la popolazione cancella il fattore nostalgia per le vecchie culture che provoca l'infelicità (al costo di 1000 Libri). Nel caso sia altamente educato, un Chierico può anche essere eletto come Papa o diventare un Patriarca. I Costruttori e i Proprietari Terrieri possono diventare governatori anche loro, incrementando gli introiti in Martelli e Cibo rispettivamente nella provincia. Le spie possono essere reclutate da ignari avversari e possono quindi anche istigare rivolte nei loro domini, catturare personaggi importanti chiedendo un riscatto o assassinare importanti membri della famiglia. Tutti i Cavalieri, eccetto i Comandanti, possono educati tramite i Libri, in modo da diventare più esperti e raggiungere fino a 5 livelli, rappresentati da Stelle. Il Papa, i generali e i membri delle dinastie (ma stranamente non i cavalieri diversi dai Comandanti) possono morire di morte naturale, assassinio o battaglie (quest'ultimo avviene anche per i Comandanti, che sono invece immuni alla vecchiaia e agli assassini).
La politica estera consente alleanze e trattati commerciali o di non aggressione con altri regni, dichiarazione di guerre e negoziati di pace, ma anche, se possibile, matrimoni tra i figli dei due sovrani, o persino dichiarazioni di guerra o rottura dei rapporti con una terza fazione. Se si ingaggia un combattimento con il nemico, è possibile lasciarla al computer o gestirla manualmente; se si sceglie di lasciarne la gestione al computer, non è possibile gestirla manualmente.
Essendo il gioco ambientato nel Medioevo, la religione gioca in esso un ruolo fondamentale ed è divisa in cattolicesimo, ortodossia, islam e paganesimo. Il Papa della Chiesa Cattolica è forse il personaggio più influente del gioco, potendo scomunicare regni cattolici o indire crociate contro i popoli non cattolici. Se il giocatore accetta di partire per una crociata, i suoi cavalieri (che possono essere controllati esclusivamente dal computer fino a quando non si deciderà di guidare personalmente una battaglia o un assedio) ottengono potenti unità crociate, e una crociata vittoriosa può risultare nella fondazione di uno stato fantoccio che giurerà lealtà indiscussa al capo della crociata. Ogni volta che il Papa muore, il suo erede viene scelto tra i numerosi chierici in tutta l'Europa cristiana, tra cui quello del giocatore se questi adotta tale religione. Le fazioni di religione ortodossa funzionano in modo simile a quella cattolica, ma con una funzionalità in più: in caso di guerra civile, le fazioni possono dichiarare la loro indipendenza tramite un Chierico estremamente influente che diverrà loro patriarca, e fondare così delle chiese tutto loro, ottenere enormi quantità d'oro, ed essere immuni alla scomunica (almeno per un po'); tuttavia, anche tali patriarchi possono morire assassinati, e necessitano di un successore altrettanto influente, altrimenti la chiesa torna sotto controllo diretto di Costantinopoli e la fazione indipendente scompare. In maniera simile alle Crociate, le fazioni islamiche possono invece indire Jihād. Le fazioni che adottano il paganesimo non accumulano infine Pietà (usata anch'essa per costruire certi edifici), e quindi possono concentrarsi sull'oro e sono immuni a problemi religiosi, ma hanno penalità d'introiti e hanno pessimi rapporti con tutte le altre religioni. Il paganesimo è anche l'unica religione a cui nessun regno può convertirsi, quindi l'unico modo per giocare come sovrano di una nazione pagana è iniziare la partita come tale. È effettivamente possibile rinunciare alla propria fede e adottarne un'altra (tranne per l'appunto il paganesimo), ma ciò può provocare un conflitto religioso con conseguente guerra civile.
Principalmente, anche se è possibile conquistare ogni singola provincia della mappa o raggiungere tutti i dieci vantaggi del regno, lo scopo del gioco è diventare Imperatore d'Europa, il che avviene tramite una votazione nella schermata della dinastia. Se si ottiene una maggioranza a sfavore, la maggior parte delle fazioni del gioco potrebbe dichiarare guerra al giocatore.
Il gioco include due modalità: Conquista e Battaglia. La modalità Conquista è divisa in tre campagne, ambientate nel 1000, nel 1200 e nel 1350 d.C., ognuna con fazioni completamente diverse in tutto e per tutto. La modalità Battaglia consente invece di rievocare una battaglia storica o iniziare una battaglia casuale, e si distingue in una battaglia in campo aperto e un assedio (sia come attaccante che come difensore). Gli eserciti presenti in questa modalità sono numericamente uguali, ma composti casualmente da tutte le divisioni reclutabili nel gioco.

## Accoglienza
| Testata                          | Giudizio |
| -------------------------------- | -------- |
| Metacritic (media al 30-01-2020) | 77/100   |
| GameSpot                         | 8/10     |
| IGN                              | 7.7/10   |
| WorthPlaying                     | 7.9/10   |
| GameZone                         | 7.8/10   |
| Computer Gaming World            | 4/5      |
| Jeuxvideo.com                    | 15/20    |

Il gioco ha avuto un'accoglienza positiva. Metacritic lo ha votato 77/100 in base alle 26 recensioni dei critici ivi aggregate.

## Sequel
Nel 2019 è stato annunciato un sequel, Knights of Honor II: Sovereign, che sarà pubblicato dalla THQ Nordic.